# Radio Phénix
 (novembre 2022).
Radio Phénix est une radio associative étudiante créée en 2006 et située à Caen. Elle est membre du réseau Radio Campus France.

## Présentation
Radio Phénix est une radio associative créée en 2006 qui émet depuis Caen. Ses locaux sont situés dans la cité universitaire de Lebisey à Caen. La radio émettait 24 heures sur 24 sur une fréquence temporaire accordée par le CSA, 87.6 MHz sur la bande FM. Cette autorisation temporaire est arrivée à son terme le 22 juin 2007. Après cette période, une candidature à fréquence définitive a été effectuée. Radio Phénix a reçu une fréquence définitive sur la bande FM le 4 décembre 2008 pour une fréquence sur le 92.7 FM.
Radio Phénix peut également être écoutée sur internet.
Radio Phénix est membre du réseau Radio Campus France.
La radio propose une programmation musicale éclectique accompagnée de programmes culturels[source secondaire souhaitée]. Radio Phénix est dirigée par un bureau composé d'étudiants et possède une trentaine de bénévoles.
Le 23 novembre 2013, Radio Phénix a fêté ses 5 ans avec un concert dans la salle Le Cargö à Caen avec Villagers, Paon, DJ Pfel, Orval Carlos Sibelius, etc.
Le 8 février 2015, Radio Phénix a remporté le prix On'R du salon de la radio dans la catégorie "Meilleure radio locale 2015" .